# André Myhrer
André Myhrer, né le 11 janvier 1983 à Bergsjö (Suède), est un skieur alpin suédois spécialiste du slalom, champion olympique de la discipline en 2018. Il marque les années 2010 et 2012 par une médaille de bronze aux jeux olympiques de 2010 à Vancouver, ainsi qu'un globe de cristal du slalom lors de la saison 2012, succédant au palmarès à ses compatriotes Ingemar Stenmark, Stig Strand et Thomas Fogdö. En coupe du monde, il compte trente podiums dont huit succès, tous obtenus en slalom entre les saisons 2007 et 2018.

## Biographie
Il participe à sa première course FIS en janvier 1999. Il est promu dans le circuit de Coupe d'Europe en décembre 2001.
En 2003, il ne compte encore aucune participation à une épreuve de Coupe du monde mais est sélectionné pour participer au slalom des Mondiaux. Avec le dossard 49, il sort rapidement du parcours et abandonne.  En 2005, il obtient le dossard 17 et devient outsider. Il effectue le onzième temps de la première manche, à 1,31 seconde du leader Raich, bien qu'il ait raté la première partie de la manche. La seconde manche est de meilleure facture avec le neuvième temps, ce qui lui permet de devenir leader virtuel jusqu'au passage de son compatriote Markus Larsson. Il est finalement devancé par trois autres skieurs, Raich, Schönfelder et Giorgio Rocca, et termine cinquième de l'épreuve.
À Turin, en 2006, il fait partie du top 7 mondial, ce qui lui permet d'hériter du dossard 5 pour le slalom olympique. En première manche, il parvient à rester en course pour un podium en signant le sixième temps à 58 centièmes de seconde du leader Benjamin Raich. En deuxième manche, il grimpe d'une place et termine quatrième de l'épreuve, ex aequo avec Kentaro Minagawa, à seulement trois centièmes de seconde de la médaille de bronze remportée par Rainer Schönfelder.
Aux Championnats du monde 2007, il prend part au slalom géant et au slalom. Loin d'être un spécialiste du géant, il hérite du dossard 40. Il réalise une belle performance en s'emparant de la vingtième place lors de la première manche. Il conserve sa place en seconde manche, terminant vingtième de l'épreuve. En slalom, il est un véritable outsider avec le dossard 11 et il obtient la onzième place à l'issue de la première manche, à 1,82 seconde du leader Mario Matt. Sa seconde manche est en revanche une contre-performance, avec des erreurs en première partie de course, qui le font échouer à la vingt-deuxième place finale. Lors des mondiaux 2009, il échoue dans les deux épreuves avec deux disqualifications et cela dès les premières portes.
Lors de l'édition de 2010 des Jeux olympiques, à Vancouver, il est retenu sur deux épreuves : le slalom géant et le slalom. En slalom géant, il sait qu'il ne peut se mêler à la lutte pour un podium en raison d'un dossard élevé (le 34) dû à un manque de performances dans cette discipline à l'instar de ses partenaires suédois. Bien parti dans la première manche avec le 19e temps au premier intermédiaire, il ne parvient pas à maintenir cette place et la clôt à une lointaine 56e place. En seconde manche, avec peu d'espoir, il sort du parcours dès les premières portes. Quatre jours plus tard en slalom, il est classé treizième au classement du slalom pour le tirage au sort des dossars où il hérite du numéro 12. Il tient son rang en première manche avec le dixième temps à 1,24 seconde du leader Giuliano Razzoli. En seconde manche, il réalise le meilleur temps et remonte un à un les concurrents. Seuls Razzoli et Ivica Kostelić parviennent à maintenir leurs avances sur lui, Myhrer s'emparant du bronze.
En 2011, il s'aligne uniquement sur le slalom. Dans la peau d'un favori avec le dossard 5, il réalise le troisième temps de la première manche, à 57 centièmes de seconde du leader Jean-Baptiste Grange. Mais sa seconde manche n'est pas à la hauteur de la première et il hérite finalement de la dixième place de l'épreuve.
Lors des Jeux olympiques de Pyeongchang, en 2018, il remporte l'épreuve du slalom en devançant le Suisse Ramon Zenhaeusern et l'Autrichien Michael Matt. Le favori Marcel Hirscher échoue à terminer la course. Il devient le plus vieux médaillé olympique en slalom.
Il obtient deux podiums lors de la saison 2018-2019, mais est seulement treizième du slalom des mondiaux d'Åre. Il pensait terminer sa carrière ici, mais  il souhaiterait continuer car il est à l'aise en slalom parallèle, épreuve qui sera au programme des prochains championnats du monde. Il annonce sa retraite sportive en mars 2020.

## Palmarès

### Jeux olympiques d'hiver
André Myhrer a pris part à quatre éditions des Jeux olympiques d'hiver entre 2016 et 2018, gagnant deux médailles dont un titre. 
| Épreuve / Édition | Turin 2006 | Vancouver 2010 | Sotchi 2014 | Pyeongchang 2018 |
| Slalom géant      | -          | Abandon        | -           | 23e              |
| Slalom            | 4e         | Bronze         | Abandon     | Or               |

### Championnats du monde
André Myhrer compte neuf participations aux championnats du monde sans avoir remporté une seule médaille en épreuve individuelle, sa meilleure performance étant une cinquième place en slalom en 2005. Il collecte tout de même trois médailles aux concours par équipes.
| Épreuve / Édition | Saint-Moritz 2003 | Bormio 2005 | Åre 2007 | Val d'Isère 2009 | Garmisch - Partenkirchen 2011 | Schladming 2013 | Vail - Beaver Creek 2015 | Saint-Moritz 2017 | Åre 2019 |
| Slalom géant      | -                 | -           | 20e      | Abandon          | -                             | 14e             | -                        | Abandon           | -        |
| Slalom            | Abandon           | 5e          | 22e      | Abandon          | 10e                           | 4e              | 6e                       | 6e                | 13e      |
| Par équipes       | -                 | -           | -        | -                | -                             | Argent          | Bronze                   | Bronze            | -        |

### Coupe du monde
Aligné à l'âge de vingt ans en Coupe du monde, Myhrer s'est affirmé comme l'un des meilleurs spécialistes du slalom des années 2000 et 2010, où il compte quinze podiums dont cinq victoires et un petit globe de cristal obtenu lors de la saison 2012. Son premier podium est obtenu le 25 janvier 2005 à Schladming, avec une troisième place malgré un dossard 26. Le 3 décembre 2006, à Beaver Creek, il remporte sa première victoire mais attend le 6 janvier 2011 pour remporter sa seconde victoire sur le circuit. Deux autres victoires interviennent lors de la saison 2012 où il obtient le petit globe de cristal du slalom, grâce notamment à six podiums. Enfin, il commence la saison 2013 avec la cinquième victoire en Coupe du monde de sa carrière lors du slalom de Levi.
- Meilleur classement général : 9e en 2013.
- 1 petit globe de cristal:
  - Vainqueur du classement du slalom en 2012.
- 30 podiums (tous en slalom sauf un en slalom géant parallèle et quatre en city event) dont 8 victoires.
- 2 victoires en épreuve par équipes.

#### Différents classements en Coupe du monde
| Année/Classement | Année/Classement | Général | Général | Descente | Descente | Slalom | Slalom | Slalom géant | Slalom géant | Super G | Super G | Combiné | Combiné |
| ---------------- | ---------------- | ------- | ------- | -------- | -------- | ------ | ------ | ------------ | ------------ | ------- | ------- | ------- | ------- |
| Année/Classement | Année/Classement | Class.  | Points  | Class.   | Points   | Class. | Points | Class.       | Points       | Class.  | Points  | Class.  | Points  |
| 2004             | 2004             | 89e     | 44      | -        | -        | 37e    | 44     | -            | -            | -       | -       | -       | -       |
| 2005             | 2005             | 34e     | 247     | -        | -        | 9e     | 247    | -            | -            | -       | -       | -       | -       |
| 2006             | 2006             | 39e     | 206     | -        | -        | 12e    | 206    | -            | -            | -       | -       | -       | -       |
| 2007             | 2007             | 44e     | 188     | -        | -        | 13e    | 188    | -            | -            | -       | -       | -       | -       |
| 2008             | 2008             | 48e     | 187     | -        | -        | 19e    | 150    | 38e          | 37           | -       | -       | -       | -       |
| 2009             | 2009             | 33e     | 259     | -        | -        | 11e    | 232    | 46e          | 8            | -       | -       | 28e     | 19      |
| 2010             | 2010             | 42e     | 193     | -        | -        | 13e    | 193    | -            | -            | -       | -       | -       | -       |
| 2011             | 2011             | 18e     | 423     | -        | -        | 3e     | 423    | -            | -            | -       | -       | -       | -       |
| 2012             | 2012             | 11e     | 781     | -        | -        | 1er    | 644    | 26e          | 77           | -       | -       | -       | -       |
| 2013             | 2013             | 9e      | 575     | -        | -        | 4e     | 475    | 31e          | 43           | -       | -       | -       | -       |
| 2014             | 2014             | 30e     | 276     | -        | -        | 12e    | 218    | 26e          | 58           | -       | -       | -       | -       |
| 2015             | 2015             | 31e     | 256     | -        | -        | 12e    | 213    | 27e          | 43           | -       | -       | -       | -       |
| 2016             | 2016             | 15e     | 543     | -        | -        | 4e     | 367    | 15e          | 176          | -       | -       | -       | -       |
| 2017             | 2017             | 15e     | 434     | -        | -        | 9e     | 284    | 15e          | 150          | -       | -       | -       | -       |
| 2018             | 2018             | 11e     | 522     | -        | -        | 3e     | 382    | 23e          | 62           | -       | -       | -       | -       |
| 2019             | 2019             | 28e     | 300     | -        | -        | 10e    | 300    | -            | -            | -       | -       | -       | -       |

#### Détail des victoires
Les huit victoires en slalom de Myhrer sont espacées dans le temps. Sa première victoire intervient à Beaver Creek le 3 décembre 2006 devant Michael Janyk et Felix Neureuther, mais sa seconde victoire se déroule à Zagreb le 6 janvier 2011 devant le favori local Ivica Kostelić. Lors de la saison 2012, il termine la saison sur deux victoires obtenues en mars 2012 à Kranjska Gora et Schladming qui lui permettent de s'emparer du globe de cristal. Le 11 novembre 2012 à Levi, il commence la saison 2013 avec le dossard rouge récompensant le vainqueur du globe de la saison précédente et remporte son cinquième succès en Coupe du monde.
| Édition / Épreuve | Slalom                   | City Event | Total |
| 2007              | Beaver Creek             |            | 1     |
| 2011              | Zagreb                   |            | 1     |
| 2012              | Kranjska Gora Schladming |            | 2     |
| 2013              | Levi                     |            | 1     |
| 2016              | Saint-Moritz             |            | 1     |
| 2017              | Aspen                    |            | 1     |
| 2018              |                          | Oslo       | 1     |
| Total             | 7                        | 1          | 8     |

### Coupe d'Europe
- 5 victoires en slalom.

### Championnats de Suède
- Champion de slalom en 2005, 2009, 2010, 2011, 2012, 2015, 2016 et 2018.
- Champion de slalom géant en 2016 et 2017.
- Champion de super G en 2009.
- Champion de super combiné en 2009.